# قوفز
القَوْفَز (بالإنجليزية: Springbok)‏ (باللاتينية: Antidorcas marsupialis) هو ظبي متوسط الحجم يتواجد بشكل رئيسي في جنوب وجنوب غرب قارة أفريقيا. وهو العضو الوحيد من جنس Antidorcas، تم وصف هذا الحيوان من فصيلة البقريات لأول مرة من قبل عالم الحيوان الألماني إيبرهارد أوقست ويلهلم فون زيمرمان في عام 1780. تم تحديد ثلاثة أنواع فرعية.